# Frank Diersch
Frank Diersch (* 1965 in Berlin) ist ein deutscher Zeichner und Maler.

## Leben
Diersch absolvierte nach der Oberschule eine Lehre zum Positivretuscheur. Nach Zeichenkursen bei Wulff Sailer studierte er von 1985 bis 1987 an der Fachschule für Werbung und Gestaltung Berlin bei den Fotografen Bodo Müller und Manfred Paul. 1987 bis 1990 arbeitete er in der Galerie Mitte, Berlin. 1993 bis 1994 war er Meisterschüler/Stipendiat an der Akademie der Künste in Berlin. Seit 1982 ist er in Bandprojekten aktiv, zuletzt bis 2008 im „Max Punk Institut“. 2007 Gründung des Ausstellungsprojektes „German Tatami“ mit der Künstlerin Kata Unger. Ab 2005 Lehraufträge an der Kunsthochschule Berlin-Weißensee, der Hochschule für Angewandte Wissenschaften Hamburg, der Hochschule für bildende Künste Hamburg, an der Bergischen Universität Wuppertal und an der Universität der Künste, Berlin. 2017 Mitgründer von Radio Woltersdorf (Mitglied im Bundesverband Freier Radios), seit 2020 Betreiber des Studio für Radio und Grafik an der Woltersdorfer Schleuse. 2020 Kurator im Medienkunstprojekt Modell Berlin.
Diersch lebt und arbeitet in Berlin und Woltersdorf an der Schleuse.

## Auszeichnungen
- 1993 Meisterschüler/Atelierstipendiat an der Akademie der Künste, Berlin, Pariser Platz
- 1998 Egmont-Schaefer-Preis für Zeichnung, Berlin
- 2016 Brandenburgischer Kunstförderpreis
- 2018 Brandenburgischer Kunstpreis
- 2021 Stiftung Kunstfonds, Arbeitsstipendium
- 2024 Brandenburgischer Kunstpreis

## Ausstellungen (Auswahl)
- 2020 Modell Berlin, St. Matthäus-Kirche am Kulturforum, Berlin
- 2020 Nichts außer Zeichnungen, Vol. 6, Galerie Walden, Berlin
- 2020 Bild, Schoeler Berlin
- 2019 Do not lean out, Museum of Contemporary Art, Novi Sad
- 2019 Schauhasen, Galerie Holger John, Dresden
- 2019 Herzattacke, Kunsthaus Sans Titre, Potsdam
- 2019 LABOR, Zeichnungen zur Literatur, Galerie Zeisler, Berlin
- 2018 Liebe Grüße, Stallmuseum, Groß Fredenwalde
- 2018 Förderpreisträger, Brandenburgisches Landesmuseum für Moderne Kunst, Frankfurt Oder
- 2018 Pirosmani 100, Museum Mirzaani, Georgien
- 2018 Zeichnung der Gegenwart, Galerie Parterre, Berlin
- 2018 Berliner Abendblätter, Kleist-Museum, Frankfurt Oder
- 2018 Kommunalka 55, BQ Berlin
- 2018 Brandenburgischer Kunstpreis, Schloss Neuhardenberg
- 2018 100, Galerie Axel Obiger, Berlin
- 2018 Dark Sun, Galerie Alte Schule, Berlin
- 2018 Total Sellout 2018, Neurotitan Gallery, Berlin
- 2017 Neben-mit-füreinander, Klingspor-Museum Offenbach
- 2017 EO 100, Kunstbibliothek, Kulturforum, Staatliche Museen zu Berlin
- 2017 Kleist und die Religion, Kleist-Museum, Frankfurt Oder
- 2017 Luther und Babylon, St. Marien, Frankfurt Oder
- 2017 Alte weiße Männer, Galerie Artae, Leipzig
- 2017 Gold, Kunsthaus Sans Titre, Potsdam
- 2016 „How steep the stairs within kings' houses are“ mit Kata Unger, Galerie Artae, Leipzig
- 2015 Das Haus auf dem Berg, Alte Schule, Woltersdorf
- 2015 But we have the giants, Babette, Berlin, kuratiert von Laura Bruce
- 2015 Système D, Galerie Zeisler, Berlin
- 2015 Um Fleisch auf die Nerven zu bekommen! Kunstverein Montez, Frankfurt Main
- 2014 last in 2014, Galerie Franzkowiak, Berlin
- 2014 „Salute! Goltzsche zu Ehren“ Galerie Alte Schule, Berlin
- 2014 Salon Hansa, Galerie Holger John, Dresden
- 2014 XIII, Galerie Franzkowiak, Berlin
- 2014 Stahl + Papier, Galerie Flierl, Berlin
- 2013 Audiocollage mit Inés Burdow in: Kontainer Berlin. Einar Schleef. Zeichnungen, Galerie Parterre Berlin
- 2012 Sterne, Galerie Walden, Berlin
- 2012 * mit Arno Bojak und Kata Unger, Galerie Alte Schule, Berlin
- 2012 Salon Hansa, Berlin
- 2011 Landgang II, Galerie Raskolnikoff, Dresden
- 2011 Landgang, Kleine Sammlung – Zeichnungen, Galerie Walden, Berlin
- 2011 Ausstellung zum Brandenburgischen Kunstpreis, Schloss Neuhardenberg
- 2011 Der Letzte macht das Licht aus, Freies Museum Berlin
- 2011 Parade, Cirque & Co., MLS Galerie, Bordeaux
- 2011 Was heisst schon New York, Künstler zu Arno Schmidt, Galerie Parterre, Berlin
- 2010 Schwarz und Fleisch, Fisch und Weiss, Galerie Alte Schule, Berlin-Adlershof
- 2010 Frank Diersch, Henrik Jacob, Galerie Walden, Berlin
- 2010 Superkeit, Galerie Anna Klinkhammer, Düsseldorf
- 2010 Nichts als Zeichnungen Nr. 4, Walden Berlin, Hamburg, Münster, Maastricht
- 2010 Prolog#6, galerie parterre, Berlin
- 2010 artboys, Helter Skelter, Kunstpalast Wedding International
- 2010 8. Salon, Vandel, Hamburg
- 2009 Family&Friends, Komet, Berlin
- 2009 line up, Galerie Gesellschaft, Berlin
- 2009 6. Berliner Kunstsalon, Berlin, Galerie Walden
- 2009 Galerie Walden, mit Ralph Bageritz und Georg Polke, Berlin
- 2009 artboys, Museum für Kommunikation, Berlin
- 2009 artboys, Galerie Raskonikoff, Dresden
- 2009 Nichts als Zeichnungen Nr. 3, Rondeel, Maastricht
- 2009 teaseart fair, Galerie Walden, Köln
- 2009 Vandel#3, Baahlsaahm, Berlin
- 2009 WIRTHUM BATTERIE, Goldener Pudel Club, Hamburg * mit Lena Lambertz und Anton Engel
- 2008 Viel Rauch, Galerie Hellenthal, Berlin
- 2008 Klub 500, Kunsthaus Erfurt (F)
- 2008 German Tatami, GT#3, 5. Berliner Kunstsalon, Berlin
- 2008 Getthobird, Berlin
- 2008 Club9, Arrenberg-Villa, Wuppertal
- 2008 Sen/Linie 2008, Galerie Parterre, Berlin (F)
- 2008 artboys, Kunstinvasion, Berliner Kunsthalle
- 2002 Poetische Songs, Ägyptische Botschaft, Berlin
- 2000 La belle Jardiniere, Goethe-Institut, Lomere, Togo
- 2000 arch 2000, Dilston Grove, London